# Agustín Maziero
Agustín Maziero (Luis Palacios, 27 novembre 1997) è un calciatore argentino, attaccante del Deportivo Achuapa.

## Caratteristiche tecniche
È un centravanti.

## Carriera

### Club
Cresciuto nelle giovanili del Rosario Central, ha esordito in prima squadra il 27 novembre 2017 in occasione del match di campionato vinto 1-0 contro il Boca Juniors.
Il 16 marzo 2018 ha realizzato una doppietta nell'incontro vinto per 3-1 contro il Chacarita Juniors.